# Downton Abbey: Egy új korszak
A Downton Abbey: Egy új korszak (eredeti cím: Downton Abbey: A New Era) 2022-ben bemutatásra kerülő amerikai-brit történelmi film, amelyet Simon Curtis rendezett. A 2019-es Downton Abbey című film folytatása. A főbb szerepekben Hugh Bonneville, Elizabeth McGovern, Maggie Smith, Michelle Dockery, Laura Carmichael, Jim Carter és Phyllis Logan látható.
Az Egyesült Királyságban 2022. április 29-én, az Amerikai Egyesült Államokban 2022. május 20-án, Magyarországon szinkronizálva 2022. április 28-án mutatják be.

## Rövid történet
Grantham grófja, felesége és a család egy része egy dél-franciaországi villába utaznak. A család másik fele Downtonban marad, ahol egy producer próbálja leforgatni az új filmjét.

## Szereplők
| Szereplő                | Színész              | Magyar hang        |
| ----------------------- | -------------------- | ------------------ |
| Mme de Montmirail       | Nathalie Baye        | Bánsági Ildikó     |
| Robert Crawley          | Hugh Bonneville      | Rosta Sándor       |
| Lady Rosamund Painswick | Samantha Bond        | Kocsis Judit       |
| Edith Pelham            | Laura Carmichael     | Huszárik Kata      |
| Charles Carson          | Jim Carter           | Konrád Antal       |
| Phyllis Baxter          | Raquel Cassidy       | Ősi Ildikó         |
| George Murray           | Jonathan Coy         | Várkonyi András    |
| John Bates              | Brendan Coyle        | Kassai Károly      |
| Jack Barber             | Hugh Dancy           | Dévai Balázs       |
| Lady Mary Talbot        | Michelle Dockery     | Györgyi Anna       |
| Joseph Molesley         | Kevin Doyle          | Mertz Tibor        |
| Andy Parker             | Michael C. Fox       | Markovics Tamás    |
| Anna Bates              | Joanne Froggatt      | Ruttkay Laura      |
| Thomas Barrow           | Robert James-Collier | Széles Tamás       |
| Bertie Hexham           | Harry Hadden-Paton   | Potocsny Andor     |
| Myrna Dalgleish         | Laura Haddock        | Jordán Adél        |
| Miss Denker             | Sue Johnston         | Halász Aranka      |
| Tom Branson             | Allen Leech          | Előd Álmos         |
| Elsie Carson            | Phyllis Logan        | Menszátor Magdolna |
| Cora Crawley            | Elizabeth McGovern   | Málnai Zsuzsa      |
| Daisy Parker            | Sophie McShera       | Dögei Éva          |
| Lucy Smith              | Tuppence Middleton   | Csuha Bori         |
| Beryl Patmore           | Lesley Nicol         | Zsurzs Kati        |
| Lord Merton             | Douglas Reith        | Varga T. József    |
| Violet Crawley          | Maggie Smith         | Pásztor Erzsi      |
| Maud Bagshaw            | Imelda Staunton      | Kiss Erika         |
| Guy Dexter              | Dominic West         | Stohl András       |
| Isobel Merton           | Penelope Wilton      | Tímár Éva          |
| Marigold                | Karina Samms         | Nagy Zselyke Hanna |
| Marigold                | Eva Samms            | Nagy Zselyke Hanna |
| Sybbie                  | Fifi Hart            | Hegedűs Johanna    |
| George                  | Oliver Barker        | Vadócz Máté        |
| George                  | Zac Barker           | Vadócz Máté        |
| Albert                  | Charlie Watson       | Nikas Dániel       |
| Mason                   | Paul Copley          | Szélyes Imre       |
| Montmirail              | Jonathan Zaccaï      | Czvetkó Sándor     |
| Roussel                 | Alex Skarbek         | Karácsonyi Zoltán  |
| Gannay                  | Olivier Claverie     | Törköly Levente    |
| Mr. Stubbins            | Alex MacQueen        | Katona Zoltán      |
| Dr. Clarkson            | David Robb           | Csuha Lajos        |

### Magyar változat
- Főcím: Mohai Gábor
- Magyar szöveg: Gáspár Bence
- Felvevő hangmérnök: Illés Gergely
- Vágó: Simkóné Varga Erzsébet
- Gyártásvezető: Gelencsér Adrienne
- Szinkronrendező: Dóczi Orsolya
- Produkciós vezető: Hagen Péter

A szinkront a Mafilm Audio Kft. készítette.

## A film készítése
Az előző film megjelenése után az alkotó Julian Fellowes és a szereplők kijelentették, hogy már vannak ötleteik a folytatás elkészítésére. 2020 januárjában bejelentették, hogy Fellowes elkezd dolgozni a filmen, miután befejezte a The Gilded Age című drámasorozat forgatókönyvét. 2020 szeptemberében a Carsont alakító Jim Carter azt mondta, hogy a folytatás forgatókönyvét már megírták, 2021 februárjában pedig a Robertet alakító Hugh Bonneville a BBC Radio 2-nek adott interjújában kijelentette, hogy amint a szereplők és a stáb megkapják a Covid19 elleni védőoltást, elkészül a film.
A forgatás eredetileg 2021. június 12. és augusztus 12. között zajlott volna az angliai Hampshire-ben, de már 2021. április közepén elkezdődött. 2021. július 16-án Elizabeth McGovern az Instagramon bejelentette, hogy befejeződött a forgatás. 2021. augusztus 25-én kiderült a film címe.

## Megjelenés
A film eredetileg 2021. december 22-én került volna a mozikba, mielőtt 2022. március 18-ra, majd április 29-re helyezték volna át az Egyesült Királyságban és május 20-ra Észak-Amerikában. Az Egyesült Államokban július 4-én, 45 nappal az amerikai mozibemutató után lesz streamelhető a Peacockon. A film premierje 2022. április 25-én volt a londoni Leicester Square-en.